# Acer insulare
Acer insulare — вид квіткових рослин із роду клен (Acer).

## Морфологічна характеристика
Це невелике листопадне дерево.

## Середовище проживання
Ендемік Японії, де він відомий з островів Амамі Осіма і Токуносіма. Зростає на узліссях у горбистих і гірських районах.

## Використання
Немає інформації.

## Синоніми
Синоніми:
- Acer capillipes subsp. insulare (Makino) A.E.Murray